# トンビナイ・セチェン
トンビナイ・セチェン（Tumbinai Sečen）は、モンゴル部ボルジギン氏族のカイドゥ・カンの長子バイ・シンコル・ドクシンの子で、カブル・カンの父。『集史』ではトゥーメネ・ハーン(Tūmene Xān)と表記。「セチェン」とはモンゴル語で「賢者」を意味する。

## 生涯
カイドゥの長子バイ・シンコル・ドクシンの子として生まれる。
1084年、トンビナイ・セチェンは遼帝国に使者を派遣し、「萌古国」として朝貢した。
トンビナイ・セチェンが死ぬと、6男のカブル・カンが後を継いだ。

## 子
トンビナイ・セチェンの子は9人おり、その9人はいずれも各部族の始祖となった。
- カジュクゥ（カチン）…ノヤキン氏の祖
- セン・カチュラ(Sem Qačula)[6]（カチュラ・ギルタン）…大バルラス氏の祖
- カチャン（カチウ）…小バルラス氏の祖
- カラルダイ…ブダアト氏の祖
- カチクン（カチウン）…アダルキン氏の祖
- カブル・カン…6男。キヤト氏の祖。モンゴル国初代カン。

## 参考資料
- ドーソン（訳注：佐口透）『モンゴル帝国史1』（1989年、平凡社、ISBN 4582801102）
- 白岩一彦「一二世紀モンゴル社会における宗族と族譜 : 『集史』「チンギス・ハン祖先紀」をめぐって」『史学』、慶應義塾大学、311-325頁、1995年。ISSN 03869334。
- 宮脇淳子『モンゴルの歴史 遊牧民の誕生からモンゴル国まで』（刀水書房、2002年、ISBN 4887082444）
- 村上正二訳注『モンゴル秘史１チンギス・カン物語』（1970年、平凡社）